# Walksfelde
Walksfelde es un municipio situado en el distrito del Ducado de Lauenburgo, en el estado federado de Schleswig-Holstein (Alemania). Tiene una población estimada, a fines de septiembre de 2023, de 222 habitantes.
Está ubicado al sur del estado, cerca del río Elba y del canal Elba-Lübeck, y de las fronteras con la ciudad de Hamburgo y los estados de Baja Sajonia y Mecklemburgo-Pomerania Occidental.